# Elham
Elham es una parroquia civil y un pueblo del distrito de Folkestone and Hythe, en el condado de Kent (Inglaterra).

## Geografía
Según la Oficina Nacional de Estadística británica, Elham tiene una superficie de 25,52 km².

## Demografía
Según el censo de 2001, Elham tenía 1465 habitantes (48,94% varones, 51,06% mujeres) y una densidad de población de 57,41 hab/km². El 18,63% eran menores de 16 años, el 70,78% tenían entre 16 y 74 y el 10,58% eran mayores de 74. La media de edad era de 44,1 años. Del total de habitantes con 16 o más años, el 17,45% estaban solteros, el 68,54% casados y el 14,01% divorciados o viudos.
El 94,13% de los habitantes eran originarios del Reino Unido. El resto de países europeos englobaban al 2,25% de la población, mientras que el 3,62% había nacido en cualquier otro lugar. Según su grupo étnico, el 98,84% eran blancos, el 0,55% mestizos, el 0,41% asiáticos y el 0,2% negros. El cristianismo era profesado por el 80,2%, el budismo por el 0,2%, el hinduismo por el 0,2%, el judaísmo por el 0,2% y cualquier otra religión, salvo el islam y el sijismo, por el 0,61%. El 11,67% no eran religiosos y el 6,89% no marcaron ninguna opción en el censo.
671 habitantes eran económicamente activos, 650 de ellos (96,87%) empleados y 21 (3,13%) desempleados. Había 604 hogares con residentes, 21 vacíos y 11 eran alojamientos vacacionales o segundas residencias.